# 神奈川運輸支局
神奈川運輸支局（かながわうんゆしきょく）は、国土交通省の地方支分部局である運輸支局のひとつで、関東運輸局の出先機関である。関東運輸局の業務のうち、神奈川県における陸事部門の業務のみを担当する。

## 所在地

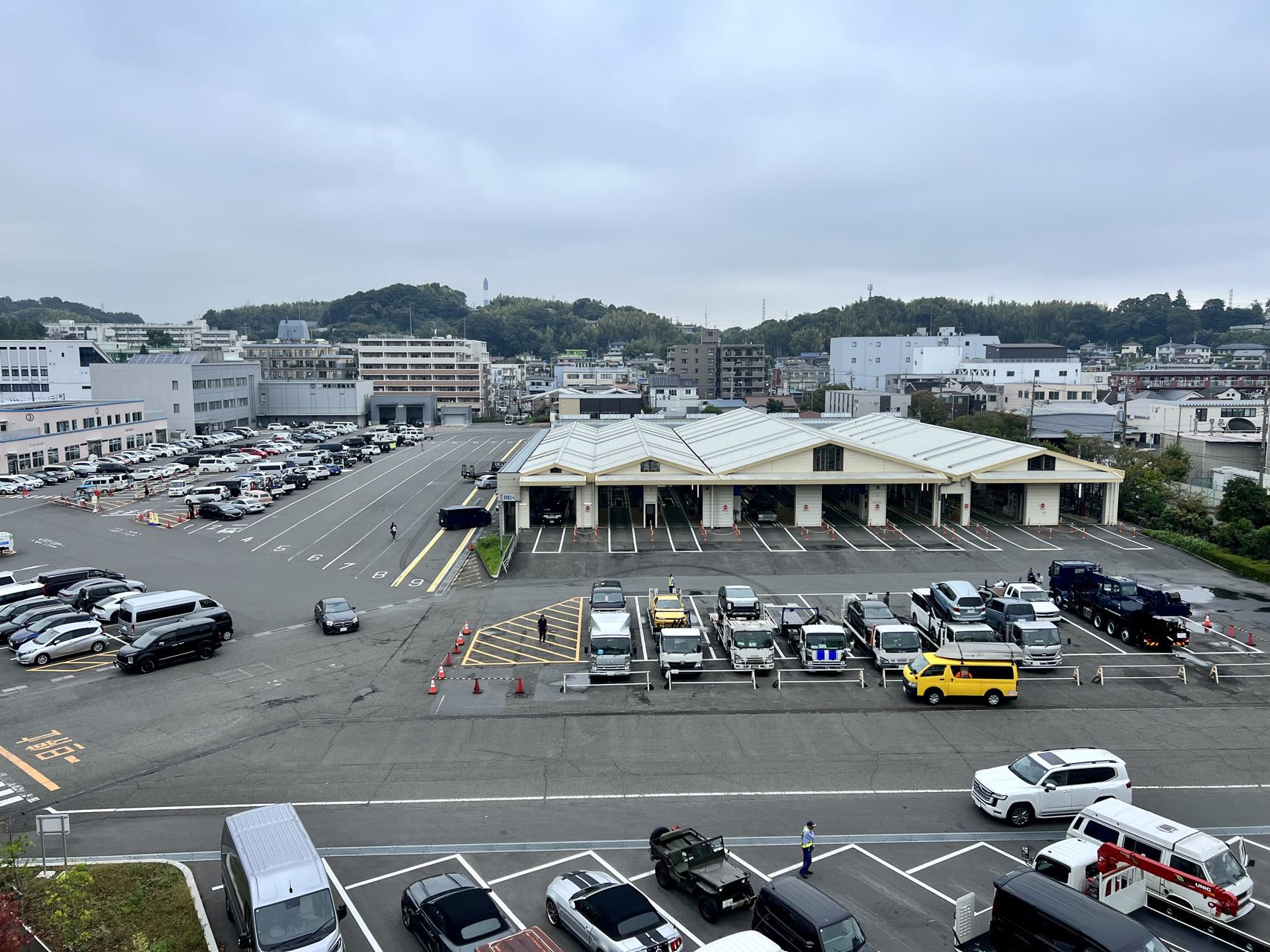
神奈川運輸支局と関東検査部神奈川事務所

- 神奈川運輸支局 - 神奈川県横浜市都筑区池辺町3540
  - 川崎自動車検査登録事務所 - 神奈川県川崎市川崎区塩浜3-24-1
  - 相模自動車検査登録事務所 - 神奈川県愛甲郡愛川町中津7871
  - 湘南自動車検査登録事務所 - 神奈川県平塚市東豊田字道下369-10

## 自動車登録管轄区域

### 神奈川運輸支局
- 横浜市・横須賀市・鎌倉市・逗子市・三浦市・三浦郡
  - 交付されるナンバープレートは「横浜」ナンバーになる。
  - 1964年の「横浜」「相模」分割までは、神奈川県全域を対象に「神」ナンバーを交付していた。

### 川崎自動車検査登録事務所
- 川崎市
  - 交付されるナンバープレートは「川崎」ナンバーになる。
  - 1964年から1980年までは「横浜」ナンバーの区域であった。
  - 川崎ナンバーはご当地ナンバーを除くと、大阪市のみを管轄する「なにわ」ナンバーと並び、一つの自治体のみを管轄しているナンバーである。

### 相模自動車検査登録事務所
- 相模原市・厚木市・大和市・海老名市・座間市・綾瀬市・愛甲郡
  - 交付されるナンバープレートは「相模」ナンバーになる。

### 湘南自動車検査登録事務所
- 平塚市・藤沢市・小田原市・茅ヶ崎市・秦野市・伊勢原市・南足柄市・高座郡・中郡・足柄上郡・足柄下郡
  - 交付されるナンバープレートは「湘南」ナンバーになる。
  - 1964年から1994年10月28日までは「相模」ナンバーの区域であった[1]。
  - 相模湾沿岸のいわゆる「湘南」地域のみならず、足柄平野一帯や箱根、相模川の東側地域も含まれる。

### ご当地ナンバー
2020年1月現在、神奈川運輸支局管内にはご当地ナンバーが存在しない。過去に横須賀市の上地克明市長が主導し、ご当地ナンバー「横須賀ナンバー」の導入を目指して図案デザインまで試作し、2017年9月から10月にかけて市民アンケートを行ったが、約2000人が回答して賛成46%、反対37%と意見が割れ「横浜ナンバーのままでいい」など反対意見も多かったため実現しなかった例がある。